# استیو ادواردز (بازیکن فوتبال)
استیو ادواردز (انگلیسی: Steve Edwards؛ زادهٔ ۱۱ ژانویهٔ ۱۹۵۸) بازیکن فوتبال اهل بریتانیا است.
از باشگاه‌هایی که در آن بازی کرده‌است می‌توان به باشگاه فوتبال کرو آلکساندرا، باشگاه فوتبال روچدیل، باشگاه فوتبال ترانمره راورز، و باشگاه فوتبال اولدهام اتلتیک اشاره کرد.